# جامعة البيضاء (اليمن)
جامعة البيضاء هي جامعة يمنية حكومية حديثة تقع في مدينة البيضاء في اليمن أنشئت بالقرار الجمهوري رقم (119) للعام 2008م الذي قرر بإنشاء خمس جامعات يمنية وهي(لحج - أبين - الضالع - حجة - البيضاء) .
وتقع جامعة البيضاء بمدينة البيضاء في محافظة البيضاء باليمن وقد سميت جامعة البيضاء باسم مدينة البيضاء التي تعتبر مركز محافظة البيضاء.
تأسست الجامعة بكلية التربية والعلوم برداع التي تأسست في عام 1993م وكلية التربية البيضاء التي تأسست عام 1997م حيث كانت هذه الكليات تابعه لجامعة صنعاء وتم ضمها إلى جامعة ذمار عند إنشائها وتم مؤخراً ضمها لجامعة البيضاء .
وبعد إنشاء جامعة البيضاء تأسست بها كلية العلوم الإدارية بالبيضاء عام 2010م وكلية العلوم الإدارية برداع عام 2011م .
وتعمل جميع كليات الجامعة منذ إنشاءها على رفع المستوى العلمي والثقافي والفكري في محافظة البيضاء.
.

## نشأة الجامعة
تأسست الجامعة عام 2008 بكلية التربية والعلوم برداع التي تأسست في 1993 وكلية التربية بالبيضاء التي تأسست في العام 1997م حيث كانت الكليات تابعة لجامعة صنعاء وتم ضمها إلى جامعة ذمار عند إنشائها وتم مؤخراً ضمها لجامعة البيضاء.

## التسمية
سميت جامعة البيضاء باسم مدينة البيضاء التي تعتبر مركز محافظة البيضاء.

## الكليات
- كلية الطب والعلوم الصحية: تقع كلية الطب البشري في مدينة رداع في الجهة الجنوبية الغربية من المدينة . تم افتتاح كلية الطب والعلوم الصحية في العام 2022/2023 م تخصص طب بشري
- كلية العلوم الإدارية

تأسست كلية العلوم الإدارية في العام الجامعي 2013/2012م وذلك لإعداد خريجين مؤهلين في مجال العلوم الإدارية بما يحقق خدمة المجتمع وسوق العمل محليا وإقليميا، وتضم الكلية حالياً الأقسام العلمية التالية بالمرحلة الجامعية:
- قسم نظم المعلومات
- قسم إدارة الأعمال
- قسم المحاسبة
- كلية التربية والعلوم التطبيقية

وتضم الكلية حالياً الأقسام العلمية التالية بالمرحلة الجامعية:
- قسم الفيزياء
- قسم الرياضيات
- قسم الكيمياء
- قسم علوم الحياة
- قسم الدراسات الإسلامية
- قسم العلوم التربوية والنفسية
- قسم اللغة العربية
- قسم اللغة الإنجليزية
- كلية الزراعة
- الزراعة العامة
- الإنتاج الحيواني

معهد الجامعة للتعليم المستمر: تم إنشاء المعهد في العام الجامعي 2021/2020 م ويخضع نظام القبول للطلاب المتقدمين للدراسة في المعهد لشروط القبول المحددة في لائحة شئون الطلاب في جامعة البيضاء. ويقبل معهد التعليم المستمر خريجي الثانوية العامة (القسم العلمي)، ويتبع نظام الفصلين الدراسيين ومدة الدراسة فيه ثلاثة أعوام 
ويضم المعهد الأقسام العلمية التالية: 
- قسم الصيدلة
- قسم المختبرات
- قسم مساعد طبيب
- قسم التخدير
- قسم القبالة
- قسم هندسة تكنولوجيا الطاقة المتجددة
- كلية الشريعة والقانون

تأسست كلية الشريعة والقانون  في العام الجامعي 2024/2023م وذلك لإعداد خريجين مؤهلين في مجال الشريعة والقانون